# Fumez the Engineer
Jahrell Bryan, communément appelé Fumez the Engineer, est un ingénieur du son britannique originaire de Londres. Il rejoint Pressplay Media - une plateforme de rap britannique - en 2012, puis passe à Link Up TV, où il restera avant de revenir à Pressplay Media après le début de sa série de freestyle Plugged In en 2020. Entre son passage à Link Up TV et son retour à Pressplay, il sort deux mixtapes, nommées The Mix-Tape et The Mix-Tape 2, cette dernière étant sortie en 2018 .

## Carrière
Dans une interview accordée à Trapped en 2016, Fumez a déclaré qu'il avait commencé sa carrière à l'âge de 15 ans dans un club des jeunes ; à l'époque, cependant, il n'aurait pas pris tout de suite sa carrière au sérieux . En 2012, Fumez a aidé à lancer Pressplay Media , une importante plateforme de rap britannique , à l'âge de 18 ans. Devenu propriétaire de l'entreprise, il s'endette et vend ses parts à Daniel Olkhovski, un ancien directeur de Pressplay que Fumez gérait .
Ensuite, Fumez a rejoint Link Up TV, une autre plateforme de rap britannique. Pendant son séjour, il est ingénieur pour les séries de freestyle Mic Check et Behind Barz de Link Up TV ; il commence également plusieurs séries, telles que Studio with Fumez - où il pose aux artistes des questions soumises par le public  - et la série de freestyles Plugged In, dont la première date de publication était le 29 mars 2020 . Peu après, Olkhovski lui a demandé de revenir chez Pressplay Media . En avril 2021, la série Plugged In compte plus de 100 millions de vues et plus de 100 millions de stream ; à la fin de l'année, son Plugged In Freestyle avec A92 et Offica atteint la 29ᵉ place du Irish Singles Chart et la 39ᵉ place d'UK Chart,,.
En 2021, Fumez a conçu un remix de Bad Habits d'Ed Sheeran, avec Tion Wayne et Central Cee . Ce remix a permis à la chanson original d'être numéro un pendant huit semaines . Il commence également la série In the Mix, qui suit son parcours dans l'industrie musicale ,. En novembre, son spectacle en tête d'affiche à l'O2 Academy d'Islington est annulé en raison d'une ordonnance de l'article 60 concernant le code postal N1, où se trouve l'O2 Academy .

## Discographies

### Mixtapes
- The Mix-Tape (2016) [5]
- The Mix-Tape 2 (2018) [9],[18]

### Singles
| Année | Titre                                     | Meilleure position | Meilleure position | Certifications               |
| Année | Titre                                     | IR                 | UK                 | Certifications               |
| ----- | ----------------------------------------- | ------------------ | ------------------ | ---------------------------- |
| 2020  | Plugged In Freestyle (avec A92 et Offica) | 29                 | 39                 | - Royaume-Uni (BPI) : Argent |
| 2020  | Plugged In Freestyle (avec BM et Sava)    | —                  | 81                 | - Royaume-Uni (BPI) : Argent |
| 2021  | Plugged In (avec Skepta)                  | —                  | 93                 | —                            |

## Récompenses et nominations
| Année | Prix               | Travail | Catégorie        | Résultat | Ref.   |
| ----- | ------------------ | ------- | ---------------- | -------- | ------ |
| 2021  | Urban Music Awards | –       | Meilleur artiste | Nommé    | [ 22 ] |